# Пул Таун
Пул Таун — футбольний клуб з міста Пул, королівство Дорсет, Англія. Клуб був заснований у 1880 році, є членом Футбольної асоціації округу Дорсет та англійської Футбольної асоціації (FA). У сезоні 2023/24 р. команда виступає у Національній лізі Півдня.

## Історія

### Заснування
«Пул» був заснований після об'єднання двох місцевих команд, «Пул Хорнетс» і «Пул Роверс», у 1890 році. Обидві команди існували з 1880 року. Пул приєднався до Дорсетської ліги в 1896 році, потім до Гемпширської ліги в 1903 році. У перші роки свого існування клуб досяг значних висот у Кубку Дорсета, вигравши його вп'яте в 1907 році.

### Стадіон
У 1933 році Пул переїхав на «Пул Стедіум». Команда отримала назву «Пул Таун» у 1934 році. «Пул Таун» дійшов до першого раунду Кубка Англії в 1946 році, де вони зіграли з Квінз Парк Рейнджерс з рахунком 2:2, перш ніж програти у повторній грі з рахунком 0:6. Потім клуб знову дійшов до першого раунду в 1963 і 1967 роках, програвши Вотфорду (після перегравання) і Квінз Парк Рейнджерс відповідно. Головна трибуна на стадіоні Пул була побудована вболівальниками клубу у 1950-х роках.

### Кочівництво
У 1994 році, будучи змушеним покинути «Пул Стедіум», щоб звільнити місце для команди зі спідвею «Пул Пірейтс» та для проведення змагань з собачих забігів, Пул Таун розділив поле з Хамворті Юнайтед у сезоні 1995—1996. Вони програли 39 матчів поспіль, повторивши рекорд, встановлений Стокпорт Каунті в 1977 році, і вигравши лише 1 очко з 42 матчів чемпіонату. Згодом рекорд був побитий іншою командою з назвою «AFC Aldermaston» у 2010 році. Пул Таун вилетів з Південної ліги та приєднався до Першого дивізіону Ліги Гемпшира, поділивши поле з Холт Юнайтед.
У 2000 році команда піднялась до Прем'єр-ліги Гемпшира. Вона переїхала до Haskells Rec у Ньютауні, але залишили через декілька сезонів через вандалізм.

### Татнам
У жовтні 2000 року «Пул Таун» почав грати на «Татнам» — це шкільне поле середньої школи Окдейл Саут Роад (нині початкова школа Окдейла). Згодом вони побудували огородження навколо поля, прожектори, технічні зони, автомобільну стоянку, невеликий клубний магазин, ліцензований бар і трибуну вартістю 80 000 фунтів стерлінгів, що дозволило їм вийти в Перший дивізіон Ліги Вессекса.
У 2008 році «Пул Таун» подав плани щодо створення нового стадіону вартістю 1,2 мільйона фунтів стерлінгів, який б дав їм змогу відповідати суворим критеріям Англійської асоціації Англії, щоб отримати дозвіл приєднатися до Першого дивізіону Південної ліги. Однак у грудні 2009 року комітет планування міської ради міста Пул відхилив плани через втрату політики відкритого простору та відсутність видимої користі для громади, тому клуб перейшов до плану «Б» і зміг добитися дозволу на будівництво Канфорд Парк Арени вартістю 2–3 мільйони фунтів стерлінгів.

## Стадіон
Домашньою ареною зараз виступає стадіон «Татнам» у місті Скул Лейн, Пул. Клуб продовжує досліджувати альтернативні стадіони. Звіти передбачають можливе повернення на «Пул Стедіум», але офіційного оголошення з цього приводу немає.

## Рекорди
- Найвища (стара) позиція в лізі: 16-та Прем'єр-дивізіоні Південної ліги — 1966–67[5]
- Найвища (остання) позиція в лізі: 5-та національна ліга Південь — 2016—2017
- Найнижча позиція в лізі: 1-е у першому дивізіоні ліги Гемпшира[5]
- Найкращий результат у Кубці Англії: 3-й раунд — 1926[5]
- Найкращий результат у ФА Трофи: перший раунд 1969–70, 1970–71, 1974–75, 1987–88
- Найкращий виступ ФА Ваза: Півфінал 2010–11
- Найбільша домашня відвідуваність на «Пул Стедіум»: 6575 проти Вотфорда в повторному матчі 1-го раунду Кубка Англії — 1963[5]
- Найбільша домашня перемога: 10–0 проти Хорндеана — 2009[5]
- Найбільша перемога на виїзді: 11–0 проти Хорндеана — 1998[5]
- Рекордна вартість трансферу (сплачено): Нікі Дент (£5000) — 1990[5]
- Рекордна вартість трансферу (отримано): Чарлі Остін (не розголошується — приблизно £180 000) — 2009[5]